# Lostprophets
I Lostprophets sono stati un gruppo musicale alternative metal britannico attivo tra il 1997 e il 2013.

## Storia del gruppo

### Primi anni (1997-2000)
La band sì formò nel 1997 nella cittadina gallese di Pontypridd vicino a Cardiff, la capitale del Galles. Pontypridd è anche la città natale di Tom Jones. I Lostprophets vennero formati da due membri dei Public Disturbance, che vedevano alla formazione Ian Watkins come batterista e Mike Lewis come chitarrista. Nessuno dei due membri lasciò i Public Disturbance, anche se Watkins diede la sua dipartita nel 1998. Con Watkins alla voce e Lewis (che non lasciò i PD fino al 2000) al basso, la band incluse il chitarrista Lee Gaze, Mike Chiplin alla batteria, e DJ Stepzak al giradischi. Il nome della band fa riferimento a un bootleg di registrazione di un concerto dei Duran Duran nel 1988 in Italia.
I Lostprophets sono partiti inizialmente come gruppo protagonista della scena hardcore del Galles meridionale, sotto il loro nome originale - Lozt Prophetz -, suonando concerti in tutto il Galles tra cui al T.J.'s a Newport. Da lì, hanno intrapreso una serie di concerti all'interno di un circuito di sedi per suonare dal vivo in tutto il Regno Unito.
La band incise svariati demo agli inizi, in ciascuno dei quali sperimentavano il loro sound estensivamente. La loro prima registrazione, Here Comes the Party, era caratterizzata dalla presenza di una strumentazione di ottoni tipica dello ska in alcune tracce, come il cantato rapping del cantante Ian Watkins. Come la band cambiò il proprio stile, subito tale cantato venne presto abbandonato.
La band registrò altri due demo nello stesso periodo; Para Todas las Putas Celosas, e The Fake Sound of Progress. Le prime tre tracce del demo vennero modificate e ri-registrate per la pubblicazione del loro album di esordio dallo stesso nome di quest'ultimo: i nomi vennero cambiati in MOAC Supreme (per A Thousand Apologies) e Stopquote (per Awkward). Tutti gli EP non sono resi disponibili al pubblico, e sono molto rari.
La band catturò l'attenzione della rivista Kerrang!, a tal punto che essa gli offrì la possibilità di suonare dal vivo a Londra. Metal Hammer gli diede loro un giudizio di 10 su 10 nella recensione di Para Todas las Putas Celosas. L'etichetta indipendente Visible Noise Records, gli offrì successivamente la possibilità di registrare un singolo. La band trascorse la maggior parte del 1999 lavorando sul nuovo materiale con Stuart Richardson, che era entrato a far parte della band come bassista. Da questo momento in poi, Mike Lewis iniziò a suonare la chitarra ritmica per i Lostprophets, mentre faceva ancora parte dei Public Disturbance. L'anno seguente, lasciò l'altra band per entrare a far parte dei Lostprophets.

### Thefakesoundofprogress(2000-2002)
Nel febbraio del 2000, i Lostprophets si segnarono con la Visible Noise. Il primo album della band, Thefakesoundofprogress, venne successivamente pubblicato nel mese di luglio del medesimo anno. Registrato in meno di due settimane con un budget di sole 5000 sterline, presenta una vasta gamma di influenze, con ovvi riferimenti all'ultimo album dei Refused, The Shape of Punk to Come, pubblicato un anno prima dell'uscita dell'album di esordio dei Lostprophets. Poco dopo la conclusione della registrazione dell'album, DJ Stepzak aveva dichiarato di non mostrare impegno per la band, e venne quindi sostituito da Jamie Oliver, che venne inserito come membro del gruppo perché aveva ottenuto un accordo con Ian Watkins, altrimenti non poteva andare in tour con la band.
Thefakesoundofprogress è caratterizzato da molti riferimenti alla cultura pop degli anni ottanta. Oltre alla citazione dei Duran Duran nel nome della band, è presente un'immagine di Vengar dalla serie televisiva Dungeons & Dragons nelle note dell'album, così come alcuni titoli delle loro canzoni come "Shinobi vs. Dragon Ninja" e "Kobrakai". Il titolo della loro prima canzone, faceva riferimento a un videogioco della serie di Shinobi e a Bad Dudes vs. Dragon Ninja, mentre il secondo indicava un termine alternativo a Cobra Kai, il nome di una scuola di karate presente nel film Per vincere domani - The Karate Kid. Un altro riferimento, è l'immagine della VF-1 Valkyrie in modalità Battroid, ripresa da un anime del 1982, in The Super Dimension Fortress Macross come parte dell'illustrazione dell'album.
La gestione di Q Prime, di cui fanno parte artisti come Red Hot Chili Peppers e Metallica, portò la band a firmare con una delle più importanti etichette discografiche statunitensi. In un'intervista, la band ha raccontato scherzosamente che un loro showcase tenuto negli USA era così tanto affollato che, se l'area in cui era tenuto il concerto fosse stata presa di mira dai terroristi, l'intera industria musicale americana sarebbe collassata. Infine, la band scelse di firmare con la Columbia, sotto proprietà della Sony, anche se in Regno Unito rimasero sotto contratto con la Visible Noise Records.
La band ha lavorato con il celebre produttore Michael Barbiero per rimasterizzare l'album, e la nuova versione venne pubblicata nell'ottobre del 2001. Era dedicata a Steve Cookson, un fan del gruppo che morì in auto mentre si recava al concerto dei Lostprophets. L'album sembrò creare disguidi tra i fan per aver pubblicato il loro album di esordio con una major per innalzare il livello delle vendite. .
Durante questo periodo, i Lostprophets hanno sviluppato un forte seguito ai live, suonando come sostenitore per gruppi come Linkin Park, Metallica e Saliva, così con altri artisti simili. Presero parte al Nu-Titans tour con i Defenestration, una tra le band più famose della scena Metal del Regno Unito. Co-headlining nel 2002 al Deconstruction Tour a Londra insieme ai Lagwagon, i Lostprophets sono stati protagonisti di un concerto che comprendeva maggiormente artisti orientati verso il punk. Ciò provocò l'ostilità da parte di alcuni spettatori, che ha portato l'esclusione dei Lostprophets dalla lista degli artisti partecipanti al concerto.
Successivamente la band partecipò ai tour dell'Ozzfest, suonando al Glastonbury festival e al Reading and Leeds Festival. Sono apparsi in molti show televisivi britannici, tra cui Top of the Pops, CD:UK e Never Mind The Buzzcocks. Hanno suonato dal vivo nel 2002, come partecipanti al NME Awards tour. La seconda canzone estratta dall'album, Burn Burn, il videoclip divenne tra i video più trasmessi su emittenti televisive satellitari come MTV2, Kerrang! TV e Scuz EWz in Regno Unito.

### Start Something(2003-2004)
Dopo aver terminato il tour di Thefakesoundofprogress, la band si prese una breve pausa prima di iniziare a lavorare sul nuovo materiale ai Frontline Studios a Caerphilly, in Galles. In seguito si sono recati ai Bigfoot Studio di Los Angeles per registrare da marzo fino a settembre del 2003 con il produttore Eric Valentine. Valentine aveva prodotto in precedenza gli album dei Queens of the Stone Age e Good Charlotte.
Il primo singolo Last Train Home venne pubblicato il 3 gennaio 2004, per catturare maggiormente l'attenzione per l'uscita dell'album. La pubblicazione dell'album è stata posticipata più volte e il tour, per presentare l'album dal vivo in Regno Unito, è stato posposto durante lo stesso periodo. La band ha rinviato le date per il tour in Regno Unito, eccetto quelle al Reading and Leeds Festivals, dichiarando in un'intervista che "onorare tale impegni avrebbe significato lasciare lo studio di registrazione mentre l'album era completato solo a metà".
L'album venne pubblicato in Regno Unito il 2 febbraio 2004, e divenne ben presto un successo commerciale, guadagnando la posizione numero 4 nella Official Albums Chart mentre il loro singolo riuscì ad arrivare fino alla seconda posizione. La canzone apparve nel videogioco NFL Street.
Il secondo singolo estratto dall'album fu Wake Up (Make a Move), che raggiunge la vetta della Alternative Airplay e l'ottava posizione della Official Singles Chart.
Il tour per la promozione dell'album terminò con un concerto tutto esaurito il 21 novembre 2004, al Cardiff International Arena.
La traccia omonima dell'album "Start Something" venne inserita come colonna sonora del film del 2006 Annapolis.
L'anno successivo usciranno anche i singoli Last Summer e Goodbye Tonight.

### Liberation Transmission(2006-2007)
Il 19 giugno 2005, il membro fondatore, Mike Chiplin, lasciò il gruppo per dedicarsi ad altri progetti musicali. Da allora, Mike Chiplin è entrato a far parte di una band chiamata The Unsung. Ha inoltre aperto uno studio di pratica per band novizie.
Come è successo con Start Something, la band scrisse e registrò dei demo per l'album (con Ian Watkins alla batteria) in uno studio di registrazione britannico prima di completare l'album in America.
Liberation Transmission è stato registrato alle Hawaii, e ha visto la band lavorare con Bob Rock. Il batterista Josh Freese (dei The Vandals e degli A Perfect Circle) ha suonato la batteria in dieci tracce su dodici con la band (Ilan Rubin suonò Everybody's Screaming e For All These Times Son, For All These Times).
La band ritornò alle proprie radici, suonando in una serie di piccole sedi nel Galles del Sud. Hanno anche suonato al Give it a Name festival, un evento musicale di due giorni. Con questi spettacoli si vede la partecipazione di Ilan Rubin alla batteria e la premiazione dal vivo delle canzoni Rooftops, A Town Called Hypocrisy e The New Transmission.
Il loro album venne pubblicato il 26 giugno 2006 (27 giugno negli USA), e divenne il primo album dei Lostprophets che guadagnò la prima posizione nella UK album chart. L'album ha visto la band adottare un nuovo sound con una minore enfasi sulla voce in scream rispetto ai lavori precedenti, con una sola eccezione alla traccia di apertura "Everyday Combat", dove prende parte Sean Smith, l'ex cantante dei When Reason Sleeps, e attualmente dei The Blackout. Watkins ha dichiarato che "ciascuna band può creare musica d'avanguardia, ma deve anche possedere un vero talento per creare una buona musica pop che la gente vuole ascoltare mentre, ma è anche vero che rimani solo in quel campo musicale". La pagina di MySpace della band mette in evidenza il cambiamento nel loro genere, definendo il loro stile Rock/Alternative/New wave.
Il primo singolo estratto dall'album è Rooftops che si classificherà prima nella classifica inglese dove rimarrà per tre settimane di fila.
I Lostprophets hanno iniziato un tour vero e proprio in tutto il Regno Unito il 3 luglio 2006. Così come fecero per i concerti d'apertura del secondo album, la band scelse, per il proprio tour, band di supporto perlopiù provenienti dal Galles del Sud, come The Guns, The Blackout, Covergirl, Dopamine e Kids in Glass Houses, la maggior parte dei quali sono stati protagonisti dei maggiori concerti della loro carriera.
Il 23 agosto, i Lostprophets vinsero la nomination di 'Best British Band'ai Kerrang! awards per il secondo anno di seguito, battendo Muse, Biffy Clyro, Funeral for a Friend e Enter Shikari.
Dall'album verrà estratto anche il singolo A Town Called Hypocrisy

### The Betrayed(2007-2011)
Il chitarrista Mike Lewis aveva dichiarato che la band sperava di poter registrare il quarto album di studio in un periodo di tempo più ristretto rispetto a Start Something e Liberation Transmission. Sosteneva che la band voleva iniziare a lavorare sull'album tra febbraio e marzo del 2007, registrarlo tra maggio e giugno e pubblicarlo prima della fine del 2007. Su Kerrang! Radio, durante la settimana del 13 novembre, Ian Watkins ha dichiarato di voler realizzare un album più "cattivo" e "oscuro" rispetto ai lavori precedenti, cercando di renderlo più energico ed entusiasmante. Per quanto riguarda il batterista per il prossimo album, la band ha deciso di voler rendere Ilan Rubin un membro permanente della band, affermando di voler scrivere canzoni con lui. Più recentemente, un post di blog di Mike Lewis ha dichiarato al pubblico che Ilan si sta occupando, per gran parte, della scrittura delle canzoni e della registrazione, confermando pienamente che grazie al suo impegno, egli rimarrà permenantemente con la band.
Il 17 febbraio 2007, i Lostprophets hanno lasciato un post di blog sul loro MySpace dichiarando che la band si dovrebbe recare a Los Angeles per iniziare la scrittura delle canzoni del nuovo album. Il blog riferisce "Ora che noi abbiamo tirato fuori alcune delle nostre sensazioni pop dal nostro sistema, stiamo lavorando ora su atmosfere classiche della vecchia scuola." In contemporanea a questo nuovo blog, hanno rimosso le nuove canzoni da Liberation Transmission che erano presenti, e sostituite con molte altre loro vecchie canzoni, riprese dagli album precedenti. Da allora, un altro blog, di Jamie Oliver ha dichiarato che la band ha terminato i demo per l'album, registrando molte tracce nel garage di Ilan Rubin a San Diego. Oliver ha affermato che il sound su cui stanno attualmente lavorando "sente e suona in modo più di quanto noi vogliamo intendere e sentire".
All'Arena Tour del 2007, hanno suonato dal vivo un brano in esclusiva dal loro prossimo album. Si tratta di "Atrocity" che nella versione dell'album diventerà "Next Stop Atro City" e "AC Ricochet". A un loro show allo Scala il 26 aprile 2007, la band ha eseguito in anteprima due nuove canzoni: "Dead" e "Weapon". In un intervento nel suo blog, Ian Watkins ha reso noto a tutti che la band ha iniziato le registrazioni del loro quarto album di studio e spera che presumibilmente dovrebbero terminare nel settembre del 2007. Jamie Oliver afferma in un post di blog che la band ha preparato un "intero nuovo album" all'inizio del processo di registrazione, da cui sono pronte ben 25 canzoni che alcune delle quali verranno scelte per il nuovo album. Inoltre ciò, il 28 giugno i Lostprophets hanno annunciato su Idobi radio che John Feldmann è stato scelto come produttore per il nuovo album e che questo dovrebbe essere pronto tra febbraio e marzo del 2008.
Il 21 agosto 2007, un demo del brano "Weapon" è stato trasmesso a Radio 1's Rock Show. Un post di blog su MySpace ha successivamente confermato che il brano non verrà registrato di nuovo e non sarà presente nel nuovo album.

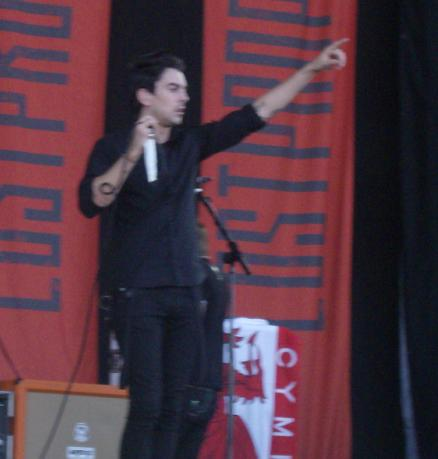
Ian Watkins in tour

Nell'edizione del 5 gennaio 2008 di Kerrang!, Ian Watkins ha annunciato alcuni titoli delle canzoni presenti nel nuovo album. Tra le note di Ian Watkins in un nuovo post di blog, che il gruppo ha registrato 14 canzoni, ma che sono state proposte idee ancora più fluide e stanno cercando una soluzione per inserire più brani al fine di realizzare un migliore prodotto finale. Quindi, Watkins quindi annuncia che l'album uscirà nel 2010. Verso fine marzo la band ha comunicato che in sostituzione all'ex batterista Ilan Rubin, ora nei Nine Inch Nails, verrà Luke Johnson.
Il 12 ottobre 2009 il gruppo ha pubblicato il video di It's Not the End of the World. Il 4 gennaio 2010 è uscito il singolo Where We Belong mentre l'album esce definitivamente il 18 gennaio 2010 arrivando fino alla prima posizione della classifica inglese. For He's a Jolly Good Felon è stato estratto come terzo singolo, ed è uscito a marzo.

### Weapons(2012)
La band ha annunciato il suo ritorno il 6 gennaio 2012 quando ha reso disponibile in free download dal proprio sito la canzone Better Off Dead, che sarà contenuta nel nuovo disco Weapons, annunciato per il 3 aprile. Il 6 febbraio è stato annunciato il primo singolo da Weapons, ovvero Bring 'Em Down, il cui video è uscito il 9 marzo, presentato nella pagina YouTube della band.
Sia Better Off Dead che Bring 'em Down sono state presentate in anteprima dal dj inglese Zane Lowe, che le ha presentate nel suo programma nella rubrica Hottest record in the world, rispettivamente nelle puntate del 6 gennaio e del 6 febbraio.

### Le accuse a Ian Watkins e lo scioglimento del gruppo (2012-2013)
Il 19 dicembre 2012, Ian Watkins viene arrestato con l'accusa di aver molestato alcuni bambini e aver spacciato immagini a carattere pedopornografico. In seguito a questo avvenimento, il 1º ottobre 2013 i componenti rimasti hanno annunciato lo scioglimento del gruppo.
Il 26 novembre 2013 Watkins ammette di essere stato autore degli abusi di cui era stato accusato e, il successivo 18 dicembre, viene condannato a 35 anni per pedofilia, di cui 6 da scontare in libertà vigilata.
Il 25 aprile 2014, è stato confermato dall'ex frontman dei Thursday Geoff Rickly che avrebbe lavorato con i membri dei Lostprophets nel suo nuovo progetto. Il nuovo gruppo, chiamato No Devotion, ha esordito con il singolo Stay, pubblicato il 1º luglio 2014.

## Formazione

### Ultima
- Ian Watkins – voce (1997-2012)
- Lee Gaze – chitarra (1997-2013)
- Mike Lewis – chitarra (1998-2013), basso (1997-1998)
- Stuart Richardson – basso (1998-2013)
- Jamie Oliver – tastiera (2000-2013), voce (2012-2013)
- Luke Johnson – batteria (2009-2013)

### Ex componenti
- DJ Stepzak – giradischi (1997-2000)
- Mike Chiplin – batteria (1997-2005)
- Ilan Rubin – batteria (2005-2009)

## Discografia

### Album in studio
- 2001 – Thefakesoundofprogress
- 2004 – Start Something
- 2006 – Liberation Transmission
- 2010 – The Betrayed
- 2012 – Weapons